# Rémi Delannoy
Rémi Delannoy est un joueur international français de rink hockey né le 4 janvier 1983. 

## Carrière
En 1998 et 1999, il participe à deux championnats d'Europe et un championnat du monde avec l'équipe de France des moins de 17 ans. Il participe les deux années suivantes aux deux championnats d'Europe des moins de 20 ans. 
En 2002 et 2003, il est sélectionné pour prendre part à la coupe latine. 
Avec le club de la Vendéenne, il participe à des rencontres européennes lors de la Coupe d'Europe. 

## Palmarès
- Coupe latine : 4e place (2002, 2003)